# فان إتن (نيويورك)
فان إتن (بالإنجليزية: Van Etten, New York)‏ هي منطقة سكنية تقع في الولايات المتحدة في مقاطعة تشيمونغ، نيويورك.  يقدر عدد سكانها بـ 1,557 نسمة .